# Nycteris tragata
Nycteris tragata é uma espécie de morcego da família Nycteridae. Pode ser encontrada no Brunei, Indonésia, Malásia, Singapura, Tailândia e Mianmar.